# 「吾輩は猫である」殺人事件
『「吾輩は猫である」殺人事件』は、奥泉光の小説である。夏目漱石の『吾輩は猫である』の文体を模写して、苦沙弥先生殺害を「猫」が追求するという物語である。1996年、新潮社から刊行された。1997年の「本格ミステリベスト10」で8位になった。現在は河出文庫から再刊されている。

## あらすじ
漱石の小説で、麦酒に酔って、水甕の底で溺死したはずの「猫」が上海に現れる。上海で将軍、伯爵、虎君といった、各国の猫と親しくなる。水甕の底で溺死したはずのその日に、猫の主人の苦沙弥先生が密室の状況で殺害されたことを伝える新聞を見つけたことから、あらたに現れたホームズと言う猫と、将軍、伯爵、虎君らの推理競争が行われる。物語の前半は猫社会での会話に終始し「安楽椅子探偵物」のスタイルで進行する。 苦沙弥先生殺害の容疑者である寒月、東風らが上海にあらわれ、ホームズものの好敵手、モリアーティーも上海に現れると、物語は「食人豚」などの動物兵器や寒月の時間旅行の装置などが登場し、荒唐無稽な展開を見せる。『夢十夜』の各夜の夢の物語がストーリーの中にはめ込まれるなどの趣向もある。

## 書誌情報
- 奥泉光「『吾輩は猫である』殺人事件」 新潮社 (1996年1月) ISBN 410600657X
- 奥泉光「『吾輩は猫である』殺人事件」 新潮社〈新潮文庫〉 (1999年3月) ISBN 4101284210
- 奥泉光「『吾輩は猫である』殺人事件」 河出書房新社〈河出文庫〉（2016年4月）ISBN 978-4309414478